# Zambesipalmlijster
De Zambesipalmlijster (Cichladusa arquata) is een zangvogel uit de familie Muscicapidae (vliegenvangers).

## Verspreiding en leefgebied
Deze soort komt voor van de Keniaanse kust tot Mozambique, de Caprivistrook en in zuidoostelijk Angola.